# Cercis
Genre
Classification phylogénétique
Cercis est un genre de plantes à fleurs de la famille des Fabaceae (anciennement des Caesalpiniaceae), sous-famille des Caesalpinioideae, présent dans une grande partie de l'hémisphère nord (holarctique). L'espèce la plus connue en France est l'arbre de Judée : Cercis siliquastrum. 

## Liste des espèces
- Cercis canadensis L. gainier du Canada
- Cercis chinensis
- Cercis chuniana
- Cercis chingii
- Cercis funiushanensis
- Cercis gigantea
- Cercis glabra
- Cercis griffithii gainier d'Afghanistan
- Cercis japonica gainier du Japon
- Cercis mexicana gainier du Mexique
- Cercis occidentalis
- Cercis orbiculata Greene
- Cercis racemosa
- Cercis reniformis
- Cercis siliquastrum arbre de Judée
- Cercis texensis
- Cercis yunnanensis gainier du Yunnan

## Répartition géographique

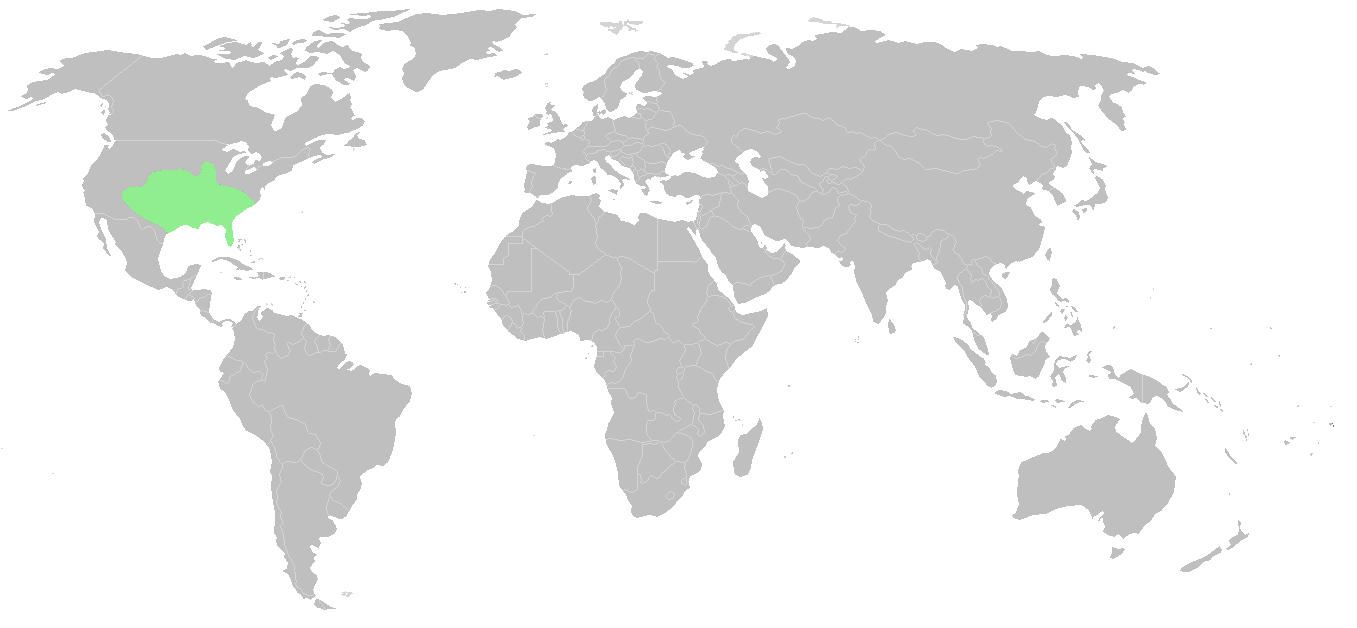
Répartition de Cercis canadensis.